# قلعه گچی
بقایای قلعه گچی مربوط به سده‌های اولیه دوران‌های تاریخی پس از اسلام است و در شهرستان ارسنجان، بخش مرکزی، دهستان شوراب، روی ارتفاعات کوه و موسوم به دوکوهک مشرف بر روستای نجف آباد واقع شده و این اثر در تاریخ ۳۰ بهمن ۱۳۸۶ با شمارهٔ ثبت ۲۰۸۸۱ به‌عنوان یکی از آثار ملی ایران به ثبت رسیده‌است.
بخش شوراب پرجمعیت‌ترین مرکز در توابع ارسنجان می‌باشد. 

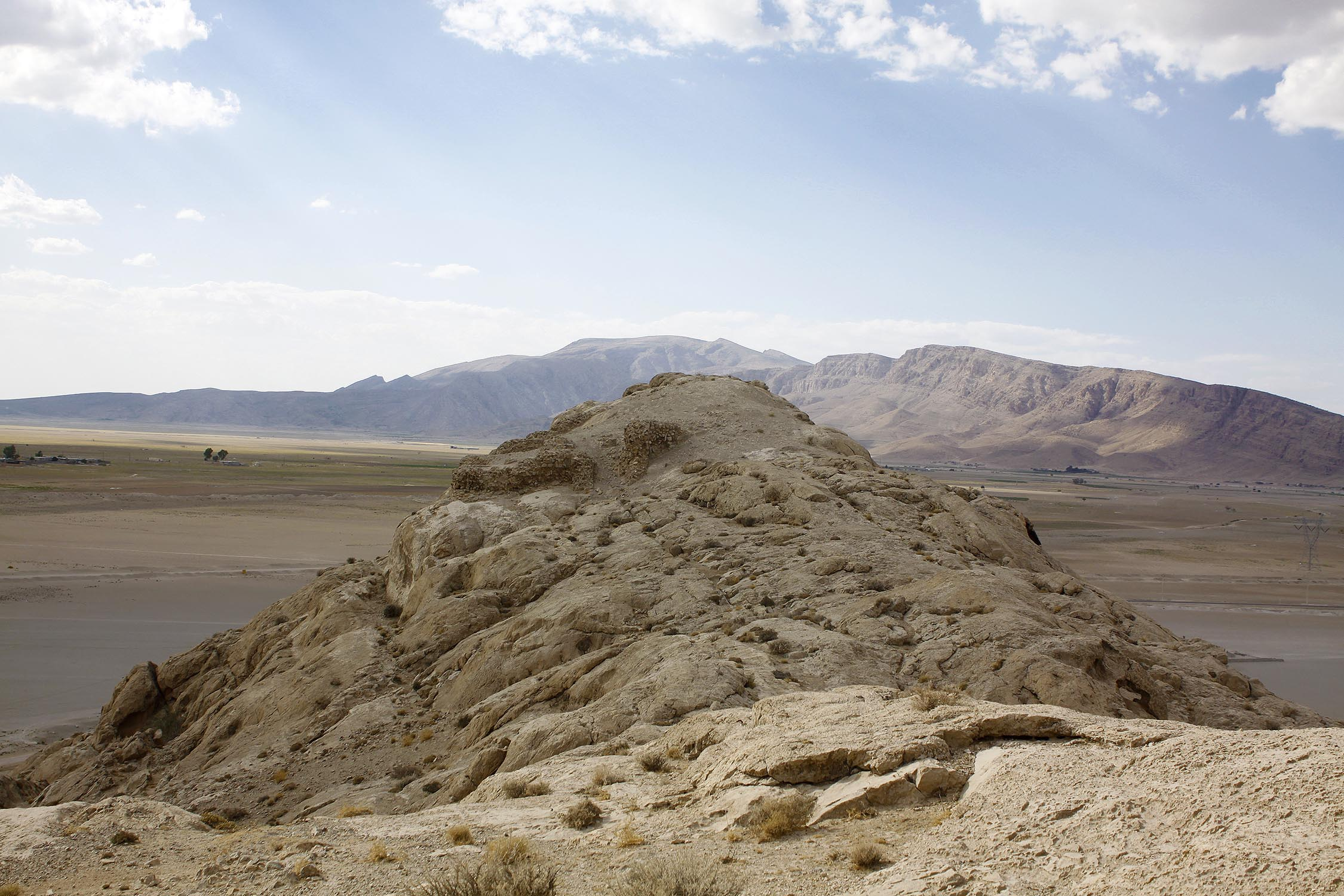
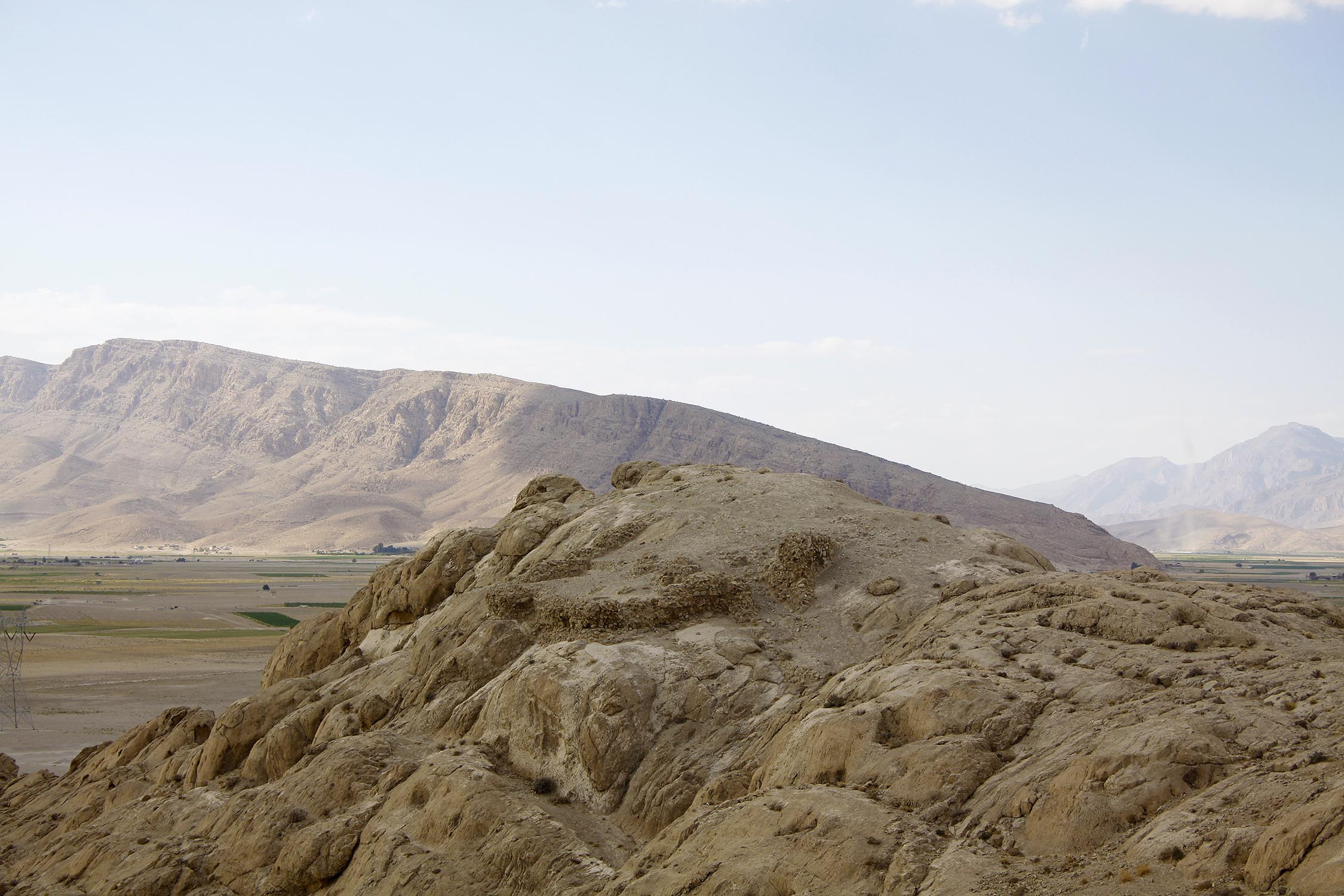
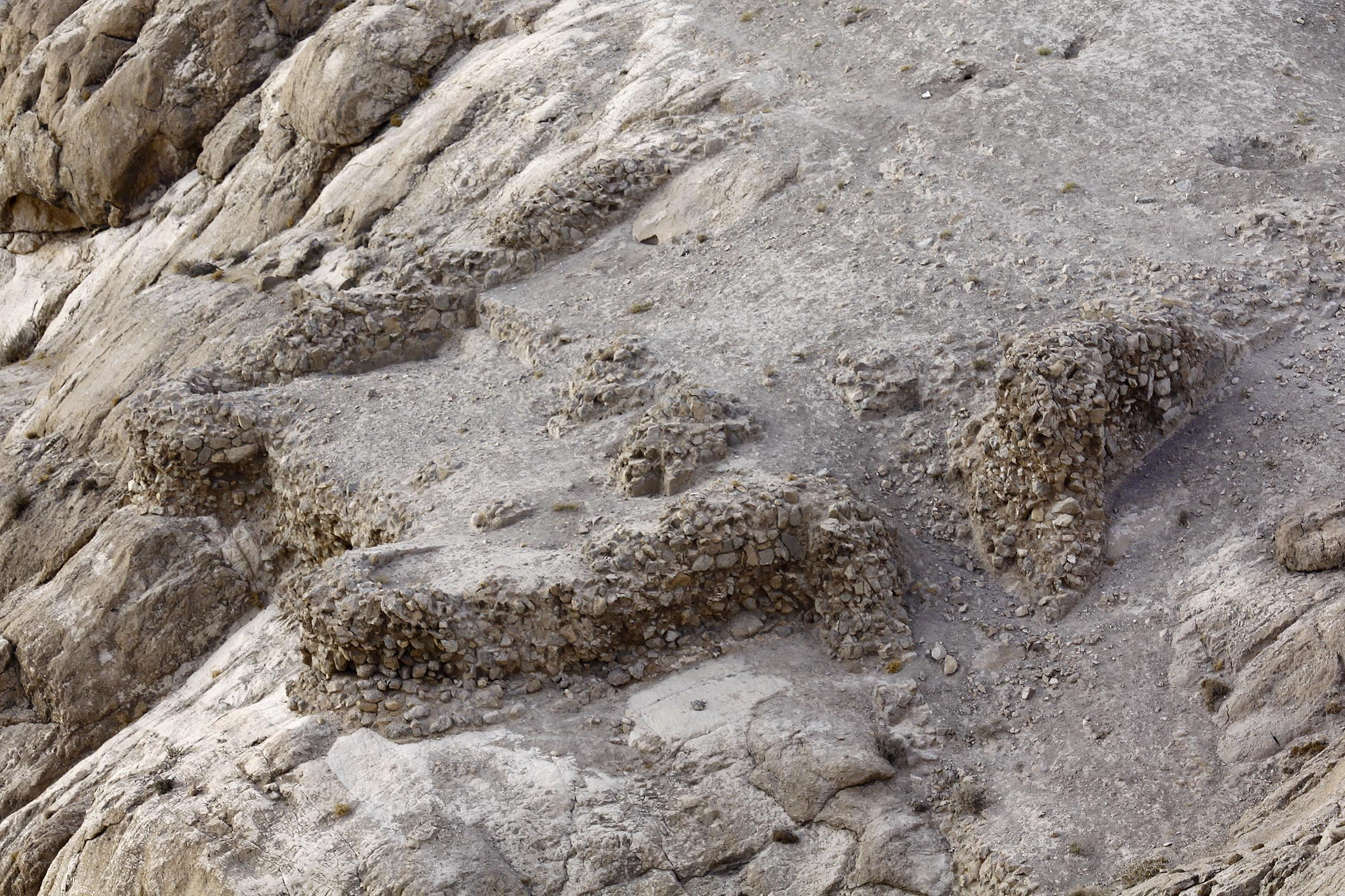
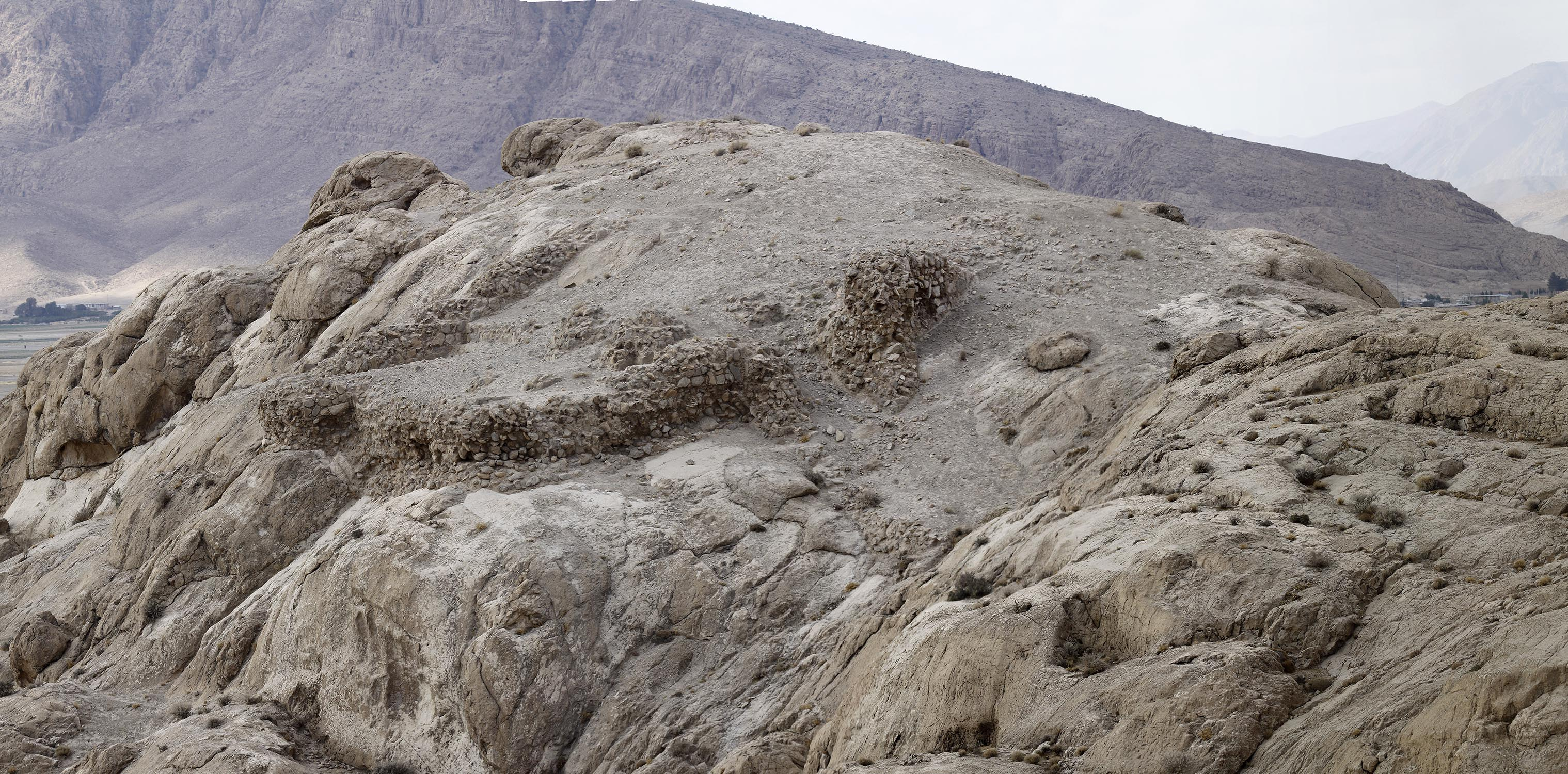